# Приорат Сиона

Логотип Сионской общины — геральдическая лилия

Приора́т Сио́на (фр. Prieuré de Sion) — организация, созданная в 1956 году во Франции чертёжником Пьером Плантаром как часть масштабной мистификации, которой Плантар посвятил свою жизнь. В 1960-е годы Плантар создал для Приората Сиона обширную предысторию, описывающую его как тайное общество, будто бы основанное Готфридом Бульонским в 1099 году и непрерывно существующее на протяжении веков; руководителями Приората Сиона по версии Плантара являлись многие исторические личности, в том числе Леонардо да Винчи, Исаак Ньютон и Виктор Гюго. Конечной целью Приората Сиона якобы было утверждение на престоле Франции и других стран потомков династии Меровингов, причём таким потомком и законным наследником французского престола якобы был сам Плантар. С этой целью Плантар и Филипп де Шерези создали рукописи, известные как «Тайные досье Анри Лобино».
В последующие годы мистификация Плантара получила развитие в книге-бестселлере 1982 года «Святая Кровь и Святой Грааль» Майкла Бейджента, Ричарда Ли и Генри Линкольна, где фальсифицированные Плантаром документы и история Приората Сиона описывались как реальные и дополнялись библейским измерением: будто бы Меровинги были потомками Иисуса Христа и Марии Магдалины. Эта мистификация также легла в основу другого бестселлера — художественной книги «Код да Винчи» Дэна Брауна.

## Документированная история «Приората Сиона»
Шаран Ньюман в книге «Подлинная история Кода да Винчи» описывала реальный «Приорат Сиона» как недолго просуществовавшую организацию правого толка, возникшую на востоке Франции в середине 50-х годов XX века. «Приорат Сиона» был зарегистрирован Пьером Плантаром и Андре Боном 20 июля 1956 года в субпрефектуре Сен-Жюльен-ан-Женевуа в Верхней Савойе. Приорат описывался при регистрации как «независимое рыцарское братство, исповедующее традиционный католический закон». Целью Приората провозглашалось «восстановление древнего рыцарского духа, стремление к познанию и укрепление сплочённости». Вступить в организацию имел право любой католик, разделяющий цели Приората и внёсший 500 франков. Вся история организации до 1956 года была выдумана Пьером Плантаром. Приорат выпускал бюллетень «Круговращение». В бюллетене в основном критиковались местные политики и государственные учреждения. Деятельность организации не выходила за пределы восточной Франции. Пьер Плантар выступал против дружеских связей некоторых членов Приората с англичанами и американцами. Андре Бон вышел из организации в 1973 году. В 1984 году Пьер Плантар после многочисленных обвинений в фальсификации распустил «Приорат Сиона». На горе Сион существует монастырь Успения Пресвятой Богородицы, но он не имеет никакого отношения к «Приорату Сиона».
В 1989 году Пьер Плантар возродил «Приорат Сиона». Окончательно организация Пьера Плантара исчезла после судебного процесса в 1993 году, на котором история Приората Сиона была признана фальсификацией.
В 2002 году Джино Сандри (бывший секретарь Пьера Плантара) объявил о возрождении «Приората Сиона».

## Великие магистры ордена
(излагаются по книге Майкла Бейджента, Ричарда Ли и Генри Линкольна «Святая Кровь и Святой Грааль»)

### Общие с тамплиерами великие магистры

#### Первоначальный список 1957 года
Готфрид Бульонский — основатель
1. Гуго де Пейн (1118—24.05.1131)
2. Робер де Краон (06.1131—02.1146)
3. Эверар де Бар (03.1147—05.1150) — по списку Лобино не великий магистр, а региональный магистр, избранный во Франции
4. Гуго де Бланшфор (05.1150—05.1151)
5. Бернар де Трембле (06.1151—16.08.1153)
6. Гийом де Шамалей (18.03.1153—03.1154)
7. Эверар де N (03.04.1154—12.1154)
8. Андре де Монбар (15.01.1155—17.10.1156) — по списку Лобино не великий магистр, а региональный магистр Иерусалима
9. Бертран де Бланшфор (22.10.1156—02.01.1169)
10. Филипп де Милли (17.01.1169—03.04.1170)
11. Эвд де Сент-Аман (16.04.1170—19.10.1180)
12. Арно де Торож (03.01.1181—30.09.1184)
13. Жерар де Ридфор (10.1184—1188)

#### Так называемый официальный список, обнародованный Приоратом (по «Тайным досье Анри Лобино»)
1. Гуго де Пейн (1118—1131)
2. Роберт Бургундский (1131—1150)
3. Бернар де Трембле (1150—1153)
4. Бертран де Бланкафор (1153—1170)
5. Жанфедер Фульшерин (Гауфридус Фульхериус, Жоффруа Фуше) (1170—1171)
6. Франсуа Отон де Сент-Аман (1171—1179)
7. Теодор де Глез (Теодорикус, Террикус) (1179—1184)
8. Франсуа Жерар де Ридфор (1184—1190)

### Великие магистры после раскола с тамплиерами

#### Первоначальный список по состоянию на начало 1984 г. (по Бейдженту, Ли и Линкольну)[8]
1. Иоанн II (Жан де Жизор) (15.08.1188—1220)
2. Иоанна I (Мари де Сен-Клер) (1220—1266), вторая жена Жана де Жизора
3. Иоанн III (Гийом де Жизор[англ.]) (1266—1307)
4. Иоанн IV (Эдуард де Бар) (1307—1336)
  1. Жан де Бар (1302—1318(?)), регент до совершеннолетия Иоанна IV
5. Иоанна II (Жанна де Бар[англ.]) (1336—1351), смещена или отреклась
6. Иоанн V (Жан де Сен-Клер) (1351—1366)
7. Иоанна III (Бланка д’Эврё) (1366—1398)
8. Иоанн VI (Николас Фламель) (1398—1418)
9. Иоанн VII (Рене д’Анжу) (1418—1480)
  1. Людовик, кардинал де Бар (1418—1428), регент
10. Иоанна IV (Иоланда де Бар (Анжуйская)) (1480—1483)
11. Иоанн VIII (Сандро Боттичелли) (1483—1510)
12. Иоанн IX (Леонардо да Винчи) (1510—1519)
13. Иоанн X (Карл (Шарль де Монпансье) де Бурбон) (1519—1527)
14. Иоанн XI (Ферранте (Фердинанд) де Гонзага) (1527—1556), низложен
  1. Мишель де Нострадам (Нострадамус) (1556—1566), регент
  2. триумвират из высших членов Приората (1566—1575)
15. Иоанн XII (Луи де Невер) (1575—1595)
16. Иоанн XIII (Роберт Фладд) (1595—1637)
17. Иоанн XIV (Иоганн Валентин Андреа) (1637—1654)
18. Иоанн XV (Роберт Бойль) (1654—1691)
19. Иоанн XVI (Исаак Ньютон) (1691—1727)
20. Иоанн XVII (Чарльз Рэдклифф) (1727—1746)
21. Иоанн XVIII (Карл Александр Лотарингский) (1746—1780)
22. Иоанн XIX (Максимилиан де Лоррейн) (1780—1801)
23. Иоанн XX (Шарль Нодье) (1801—1844)
24. Иоанн XXI (Виктор Гюго) (1844—1885)
25. Иоанн XXII (Клод Дебюсси) (1885—1918)
26. Иоанн XXIII (Жан Кокто) (1918—1963)
27. Иоанн XXIV (Франсуа Дюко-Бурже[англ.]) (1963) — избран неполным кворумом и отказался от избрания
  1. триумвират, а затем дуумвират: Гейлорд Фримен, Пьер Плантар де Сен-Клер, Антонио Мерцаджора (†1978) (1963—1981)
28. Иоанн XXV (или XXIV) (Пьер Плантар де Сен-Клер) (17.01.1981—18.07.1984), отрёкся.

#### Альтернативный (т. н. официальный) список 1989 г. и его продолжение по состоянию на 2005 г.[9]
1. Жан-Тимолеон де Негри д’Абль (17.01.1681—1703)
2. Франсуа де Негри д’Абль (1703—1726)
3. Франсуа д’Отпуль (1726—1753)
4. Андре-Эркюль де Россе (1753—1766)[10]
5. Шарль де Лоррейн (1766—1780)
6. Максимилиан де Лоррейн (1780—1801)
7. Шарль Нодье (1801—1844)
8. Виктор Гюго (1844—1885)
9. Клод Дебюсси (1885—1918)
10. Жан Кокто (1918—1963)
11. Франсуа Бальфангон (1963—1969)
12. Джон Э. Дрик (1969—1981)
13. Пьер Плантар де Сен-Клер (17.01.1981—18.07.1984), отрёкся
14. Филипп де Шерези (1984—17.07.1985)
15. Роже-Патрис Пела[фр.] (1985—07.03.1989)
16. Пьер Плантар де Сен-Клер (1989—06.07.1989) вторично
17. Тома Плантар де Сен-Клер (1989—2004?)
18. Джино Сандри (с 2004?), бывший секретарь Пьера Плантара

Упоминаемый в романе и фильме «Код да Винчи» как великий магистр Приората Жак Соньер является вымышленным литературным персонажем, первоосновой для которого послужил католический священник Франсуа Беранже де Соньер. В числе великих магистров называется иногда и Жюль Верн. После публикации книги Майкла Бейджента, Ричарда Ли и Генри Линкольна «Святая Кровь и Святой Грааль» появилось несколько самозванных великих магистров Приората, в том числе англичанка Энн Эванс, литературный агент Бейджента, Ли и Линкольна (о чём авторы пишут сами).